# Syndicat national des moniteurs de plongée
 (août 2025).
Motif : Article de 2006. Notoriété encyclopédique de ce syndicat ?
- Archive Wikiwix
- Bing
- Cairn
- DuckDuckGo
- E. Universalis
- Gallica
- Google
- G. Books
- G. News
- G. Scholar
- Persée
- Qwant
- (zh) Baidu
- (ru) Yandex
- (wd) trouver des œuvres sur Wikidata

| 1. | Préciser le motif de la pose du bandeau. | Précisez le motif de la pose du bandeau en utilisant la syntaxe suivante : {{admissibilité à vérifier\|date=août 2025\|motif=remplacez ce texte par le motif}}                                                  |
| 2. | Informer les utilisateurs concernés.     | Pensez à avertir le créateur de l'article, par exemple, en insérant le code ci-dessous sur sa page de discussion : {{subst:avertissement admissibilité à vérifier\|Syndicat national des moniteurs de plongée}} |

Le Syndicat national des moniteurs de plongée est un syndicat professionnel dont l'objectif est l'étude et la défense dans la vie sociale et juridique, des intérêts de la profession des moniteurs de plongée et d'activités aquatiques.
L'école française de plongée du SNMP est une association loi de 1901 composée exclusivement des enseignants et des encadrants reconnus dans l'arrêté du 22 juin 1998 (depuis mars 1997).